# عزالدین اوناهی
عزالدین اوناحی (انگلیسی: Azzedine Ounahi؛ زادهٔ ۱۹ آوریل ۲۰۰۰) بازیکن فوتبال اهل مراکش است که برای باشگاه مارسی بازی می‌کند.
وی همچنین در تیم‌های ملی فوتبال زیر ۲۰ سال مراکش و مراکش بازی کرده‌است.